# Цвећарство
Цвећарство је хортикултурна дисциплина која се бави производњом и применом цветних и осталих украсних зељастих биљака за баште, вртове и остале категорије отворених зелених простора, као и биљака различитих димензија за ентеријере зависно од места примене (стан, радни простор, хотел, ресторан, холови аеродрома...).

## Предмет проучавања
Цвећарске културе укључују биљке отворених простора (перене, једногодишње и двогодишње биљке), собне биљке, саксијске биљке (лончанице) и резани цвет (цвеће и пратеће зеленило). За разлику од расадничке производње која се бави продукцијом садница дрвенастих биљака (дрвећем, жбуњем и пузавицама), цвећарство обухвата углавном зељасте биљке, мада се бави и малим бројем дрвенастих и полудрвенастих врста које су својим хабитусом, ниским растом, раскошним цветовима или техником гајења и размножавања сличне зељастим перенама. Такве су на пример руже, које, иако дрвенасте биљке, припадају цвећарству. Такође многе биљке које имају вредност за фармацију истовремено су и декоративне (перуника, божур, невен...). Биљке у посудама за ентеријере обухватају цветнодекоративне и лиснодекоративне биљке које су често дрвенасте биљке тропских и суптропских подручја као што су фикуси, филодендрони, палме... Поједине повртарске културе, као купус, имају декоративне сорте које су предмет производње и примене преко цвећарства.
У Србији се цвећарство изучава на одсецима за хортикултуру и пејзажну архитектуру шумарског и пољопривредних факултета.

## Технологија производње
Производња цветних култура обавља се у стакленицима са контролисаним условима, где се регулише температура, влага и светлост, или на отвореном, а испоручује у контејнерима као репро материјал са изузетком резаног цвета.
Индустрија резаног цвећа је посебна област цвећарства и технологија у овој области обухвата низ поступака којима се добија квалитетан и економичан производ уз оптималну продуктивност а то су размаци садње, орезивање (пинсирање), фертиригација итд. За овај сегмент цвећарства важно је и како постићи што већу трајност приозвода по брању, како складиштити, чувати и паковати, што је предмет изучавања постхарвест физиологије.
Неке врсте цвећа се беру у природи за тржиште резаног цвећа, што није случај само код нас, већ и у Аустралији и Сједињеним Америчким Државама.

## Тренд
Развој, преко оплемењивања биљака, и синтезе нових сорти је главна преокупација цвећарства данас. Потреба за новим таксонима у цвећарству је стална. Из извештаја Европске канцеларије за биљне сорте (CPVO -Community plant variety office) за 2008. годину види се да је у периоду 1999-2008 поднето око 15.500 захтева за регистрацију и заштиту сорти украсних биљака. Само у 2008. поднето је 1631 захтев што је убедљиво највише у поређењу са осталим групама биљака (агрикултурним биљкама, воћем и поврћем) и представља 54,2% од свих захтева. Руже и хризантеме од почетка рада CPVO су били најважнији таксони на основу података Канцеларије, а после њих пеларгонијуми, љиљани, гербер и многи други, од године до године.